# Edith Ballantyne
Edith Ballantyneová (10. prosince 1922, Krnov - 25. března 2025) byla kanadská občanka českého původu, která je od roku 1969 významnou členkou Mezinárodní ligy žen za mír a svobodu (WILPF). Tehdy se stala výkonnou tajemnicí této mezinárodní organizace se sídlem ve švýcarské Ženevě a tuto funkci vykonávala dvacet tři let. V letech 1992-1998 zastávala funkci mezinárodní prezidentky této organizace. V roce 1995 byla vyznamenána jako nositelka Gándhího mírové ceny.

## Raný život
Edith Müllerová se narodila 10. prosince 1922 v Krnově v českém Slezsku manželům Rose a Aloisi Müllerovým. Až do sudetské krize v roce 1938 vyrůstala v Československu. Rodina uprchla nejprve do Anglie a v roce 1939 se dostala do Kanady, kde je společnost Canadian Pacific Railway Company umístila na farmu v Britské Kolumbii. Protože se jim nepodařilo rodinu uživit, přestěhovali se v roce 1941 do Toronta, kde si Alois Müller našel práci jako pomocný dělník. Protože neuměla anglicky, učily ji jazyk dobrovolnice z Mezinárodní ligy žen za mír a svobodu (WILPF), které sledovaly české uprchlíky a snažily se jim pomoci přizpůsobit se životu v Kanadě. Müllerová se připojila k WILPF a jejich poselství pacifismu a lidských práv ji inspirovalo, ale když se v roce 1945 přestěhovala do Montrealu, ztratila s touto skupinou kontakt. V červenci 1948 se Müllerová provdala za Campbella Ballantynea, úředníka Mezinárodní organizace práce, a ještě téhož roku se s ním přestěhovala do Ženevy.

## Kariéra
Po příjezdu do Švýcarska začala Ballantyneová pracovat pro Světovou zdravotnickou organizaci v sekci vydavatelství jako zástupkyně ředitele. Po pěti letech tuto pozici opustila, aby se mohla starat o své čtyři děti. Po dvaceti letech života v Ženevě zjistila, že zde sídlí ústředí WILPF, a v roce 1968 se přihlásila do dobrovolnické služby. Následujícího roku se stala generální tajemnicí organizace a získala místo na plný úvazek, aby se mohla věnovat zlepšování spolupráce WILPF s nevládními organizacemi a Organizací spojených národů (OSN). V roce 1970 se zúčastnila osmnáctého kongresu WILPF, který se konal v Dillí a který měl zásadní vliv na její pohled na vyvažování svobody a míru. Poznala, že pokud byly vyčerpány mírové prostředky řešení konfliktu, musí existovat způsob, jak uznat, že utlačovaní se pravděpodobně uchýlí k násilí, a členové mohou podporovat nenásilí, aniž by odsuzovali vykořisťované osoby, které mají pocit, že jiné možnosti neexistují. Debaty, které následovaly po zasedání, vyústily v usnesení, že idealistické úsilí o pacifismus nemůže nahradit uznání, že konečným cílem míru je umožnit lidem dosáhnout osvobození a žít svobodně. V roce 1972 se stala koordinátorkou spolupráce WILPF s OSN. Na její cestu do Indie navázala v roce 1975 skupina pozorovatelů, která cestovala po Blízkém východě, což Ballantyneovou podnítilo k doporučení, aby WILPF vyvíjela tlak na pokračování dialogu mezi stranami konfliktu, ale aby zůstala neutrální v otázkách, jako je násilí a porušování lidských práv, které jsou spíše důsledkem než příčinou konfliktu. Domnívala se, že úlohou WILPF je povzbuzovat obě strany k hledání mírových prostředků k soužití, aniž by se zaměřovala na to, kdo je viníkem situace nebo kdo ji zvýhodňuje.
V roce 1976 byla Ballantyneová zvolena do čela Konference nevládních organizací (CONGO) OSN a následujících šest let byla její předsedkyní. Jako první zástupce mírové aktivistické skupiny v této funkci otevřela cestu k prosazování cílů odzbrojení. Když se v roce 1980 konala v Kodani Světová konference o ženách, Ballantyneová zastávala funkci předsedkyně pro tvorbu programu Fóra nevládních organizací a zajišťovala, aby byl v diskusích na různých seminářích kladen velký důraz na mír a odzbrojení. Vedla dva organizační výbory, jeden v Ženevě a druhý v New Yorku, aby zajistila, že základem konference budou široké příspěvky různých skupin. V následujícím roce pomohla připravit konferenci "Ženy Evropy v akci pro mír", jejímž cílem bylo spojit aktivistky a feministky, aby společně studovaly obavy, které pohánějí závody ve zbrojení, a vypracovaly programy pro sledování vývoje mírových jednání. V roce 1983 byla Ballantyneová mezi 10 000 ženami, které se setkaly s generály v sídle NATO, aby protestovaly proti novému rozmístění raket v Evropě. Rakety byly navzdory protestům rozmístěny a krátce poté Spojené státy napadly Grenadu. V souvislosti s vojenským zapojením USA do Sandinistické revoluce předsedala Ballantyneová v roce 1984 v Lisabonu spolu s Adolfem Pérezem Esquivelem "Mezinárodní konferenci o Nikaragui a míru ve Střední Americe", na níž se diskutovalo o eskalujících závodech ve zbrojení. Její zaměření na sledování jak hlavních strategií k dosažení míru, tak na podporu organizací, které odmítaly přijmout tradiční strategie, se stalo základem politiky WILPF, která přijala dvojí přístup k podpoře mírového aktivismu.
Ballantyne opět působila jako předsedkyně plánovacího výboru fóra nevládních organizací pro Světovou konferenci o ženách, která se konala v roce 1985 v Nairobi. Na trávníku nairobské univerzity byl postaven Stan míru, který se stal ústředním bodem konference. Ve stanu se denně konala zasedání, na nichž ženy diskutovaly o dopadech války na ženy a děti. V roce 1992 se Ballantyneová stala mezinárodní prezidentkou WILPF a tuto funkci vykonávala následujících šest let. V roce 1995 byla vyznamenána jako nositelka Gándhího mírové ceny.

#### Citace
1. 1 2 3  Cassigneul 2014.
2. 1 2  Ruby 2012.
3. ↑  Foster 1989, s. 155–156.
4. ↑  Foster 1989, s. 156.
5. ↑  Foster 1989, s. 61–63.
6. ↑  Foster 1989, s. 64.
7. ↑  Foster 1989, s. 104.
8. ↑  Foster 1989, s. 79–80.
9. ↑  Foster 1989, s. 82.
10. ↑  Confortini 2012, s. 106.
11. 1 2  Foster 1989, s. 77–78.
12. ↑  Foster 1989, s. 159.
13. ↑  Winslow 1995, s. 145.
14. ↑  Foster 1989, s. 79.
15. ↑  Winslow 1995, s. 144–145.
16. 1 2  Confortini 2012, s. 124.
17. ↑  Foster 1989, s. 84–85.
18. ↑  Foster 1989, s. 92.
19. ↑  Foster 1989, s. 93.
20. ↑  Foster 1989, s. 95–97.
21. ↑  Winslow 1995, s. 147.
22. ↑  Confortini 2012, s. 126–128.
23. ↑  Ford 2015.
24. ↑  Mathai, John & Joseph 2002, s. 83.